# Сури-Ретсуярви
Су́ри-Ре́тсуя́рви (фин. Suuri Retsunjärvi, Suuri Retshujärvi) — озеро на территории Лоймольского сельского поселения Суоярвского района Республики Карелия.

## Общие сведения
Площадь озера — 1,3 км². Располагается на высоте 88,0 метров над уровнем моря.
Форма озера лопастная, продолговатая: вытянуто с запада на восток. Берега каменисто-песчаные, возвышенные, местами заболоченные.
С северной стороны озеро соединяется короткой протокой с озером Пиени-Ретсуярви. Из восточной оконечности озера вытекает протока, впадающая в ламбину Каллиолампи, из которой берёт начало река Исо-Кивийоки, впадающая в реку Тулемайоки.
Населённые пункты возле озера отсутствуют. Ближайший — деревня Кясняселькя — расположен в 5 км к югу от озера.
Код объекта в государственном водном реестре — 01040300211102000014244.